# Pernilla Karlsson
Pernilla Karlsson, vagy röviden Pernilla, (1990. június 11. –) finnországi svéd énekesnő. Már tizenöt évesen megnyert egy zenei világversenyt, melyet gyerekek számára rendeztek. Az éneklés és a tánc mellett azonban egy kedvenc szabadidős tevékenysége a kézilabda. Zenéit testvérével, a híres, ismert producerrel, Jonas Karlsson segítségével szokták felvenni.
2012. február 25-én rendezett Uuden Musiikin Kilpailut, az Eurovíziós Dalfesztivál finn nemzeti döntőjét megnyerte. Ezért a 2012-es Eurovíziós Dalfesztiválon Finnország színeiben állt színpadra Bakuban, az első elődöntőben, a svéd nyelven felcsendülő När jag blundar című dalával. De az elődöntőben csak a 12. lett 41 ponttal, ezért nem szerepelhetett a döntőben.

## Fordítás
- Ez a szócikk részben vagy egészben  a   Pernilla Karlsson című angol Wikipédia-szócikk fordításán alapul.  Az eredeti cikk szerkesztőit annak laptörténete sorolja fel. Ez a jelzés csupán a megfogalmazás eredetét és a szerzői jogokat jelzi, nem szolgál a cikkben szereplő információk forrásmegjelöléseként.